# نسيج غدة لعابية منتبذ
نسيج غدة لعابية منتبذ (بالإنجليزية:Ectopic salivary gland tissue) هو نسيج غدة لعابية موجود في أماكن أخرى غير الأماكن الطبيعية، يتم وصفه بعدة صفات مثل شاذ، ملحق، منتبذ، في موضع مغاير، أو ورم أرومي اغترابي للغدد اللعابية (salivary gland choristoma).

## غدد لعابية ملحقة
الغدد اللعابية الملحقة هي أنسجة غدد لعابية منتبذة مع نظام قناة الغدة اللعابية. أكثر الأماكن التي توجد بها أنسجة الغدد اللعابية الملحقة هي غدة لعابية كبيرة توجد أمام الغدة النكفية.عادة ما تكون 3سم أو أقل وتصب في قناة الغدة النكفية عبر رافد واحد. يتواجد النسيج النكفي الملحق في حوالي 21 إلى 56% من البالغين. أي مرض يؤثر على الغدد اللعابية بما في ذلك السرطان، قد يحدث أيضًا في الأنسجة اللعابية الملحقة.

## أنسجة غدد لعابية في موقع مغاير
أنسجة الغدد العابية في موقع مغاير (Heterotopic salivary gland tissue) هو عند وجود عُنيبات الغدد اللعابية في أماكن غير طبيعية وبدون نظام قنوي لها. أكثر الأماكن شيوعًا لها هو عند العقد الليمفاوية العنقية. من الأماكن الأخرى التي وجدت فيها هي الأذن الوسطى، الغدة جارة الدرقية، الغدة الدرقية، الغدة النخامية، الزاوية المخيخية الجسرية، الأنسجة اللينة الإنسية للعضلة القصية الترقوية الخشائية، المعدة، المستقيم والفرج. حدوث ورم الغدة اللعابية في أنسجة الغدد اللعابية في موقع مغاير هو أمر نادر.